# 5670 Rosstaylor
5670 Rosstaylor è un asteroide della fascia principale. Scoperto nel 1985, presenta un'orbita caratterizzata da un semiasse maggiore pari a 3,1771831 UA e da un'eccentricità di 0,1072232, inclinata di 19,85231° rispetto all'eclittica.